# 凯伦·普莱斯
凯伦·普莱斯（英语：Karen Price），外号“无名小姐”（Little Miss Nobody），是一名15岁的威尔士谋杀案受害者，于1981年失踪。在1989年她的尸体被发现后，英国面部重建艺术家理查德·尼夫用她的头骨创造她的外貌模型。通过重建模型与普莱斯父母的DNA匹配致使她的身份识别。该案是DNA技术最早的使用案例之一。

## 发现和识别
1989年，在威尔士加的夫，两名建筑工人在房子后方建造花园时挖出一块卷起来的地毯。当地毯展开时出现一具年轻女性骨骸。昆虫学家研究发现点附近的虫卵，确定女孩已经死了约10年。在早期辨认尸体失败时，曼彻斯特大学的理查德·尼夫创造一个粘土面部重建模型。通过重建模型和受害者与普莱斯父母的DNA样本对比成功鉴别身份。
警方的结论是，普莱斯离家出走后卖淫。1991年，伊德里斯·阿里和艾伦·查尔顿被指控以妓女的身份将她引诱并进行谋杀，阿里的指控被减为过失杀人，于1994年获释。查尔顿仍在服无期徒刑。

## 定罪审查
2014年2月，负责调查英格兰、威尔士和北爱尔兰涉嫌司法不公的公共机构刑事案件审查委员会将查尔顿的定罪提交上诉法院，称该案存在“真正的可能性”，案件有可能被推翻。2015年3月，该委员会将阿里的定罪提交上诉法院，声明“上诉法院确实有可能认为定罪是不安全的，因为起诉风险相当于滥用程序”。据报道，参与调查该案的南威尔士警方的一些警官也参与勒奈特·怀特和菲利普·桑德斯的谋杀调查。根据委员会的说法，普莱斯案中的问题包括违反包括《1984年警察和刑事证据法》（PACE）和《PACE实务守则》，其中规定警察对嫌疑人的拘留、待遇和审讯，检方证人的可信度，“警方对关键证人的压迫”和“阿里认罪的真实性”。
2016年，两人的上诉在伦敦上诉法院都被驳回。